# Fred Henningson
Fred Artur Henning Henningson (i riksdagen kallad Henningson i Visby), född 20 november 1918 i Rättviks församling, Kopparbergs län, död 15 oktober 1994 i Visby domkyrkoförsamling, Gotlands län
, var en politiker och ledamot av riksdagens andra kammare 1959-1960. Han tillhörde Högerpartiet.